# Ianus íve
Ianus íve (olaszul Arco di Giano) az egyetlen fennmaradt ún. tetrapülón (mind a négy irányban nyitott passzázs, átjáró) Rómában. Az egykori Forum Boariumon, a mai Piazza della Bocca della Verità tér mellett, a Palatinus domb felé leágazó Via del Velabro torkolatánál található.
A márványépületet négy masszív pillér alkotja, amelyekben összesen negyvennyolc kis kőfülkét alakítottak ki, ezekben eredetileg szobrok lehettek. A források szerint 12×12 méteres alapú, 16 méter magas, de ennek ellentmondani látszik az ív természetbeni megjelenése; a magassági adat vélhetően az attika 1827-es lebontása előtti állapotra vonatkozik.
Egyes feltételezések szerint 312-ben épült, s I. (Nagy) Constantinus diadalíve volt. Ezen vonult be a Milvius-hídi csata után, melyben legyőzte Maxentiust. Azonban áll még egy diadalív ugyanezen császár tiszteletére, melyet a senatus a Forum Romanumon, a Via Triumphalis és a Via Sacra találkozásánál emeltetett. Más írásokban az olvasható, hogy a 4. században, vélhetően 356-ban épült, II. Constantinus tiszteletére.
Amint az Ókori lexikon is rámutat, maga Ianus „Mint szó jelöl boltozatosan fedett átjárót egyik utczából a másikba, különösen pedig olyan átjárót, a minők a forumot környező oszlopcsarnokok között voltak. Ilyen főleg három nevezetes: J. summus, imus (Hor. sat. 2, 3, 18. epist. 1, 1, 54) és medius; ezek körül voltak a kereskedők, pénzváltók és könyvtárosok boltjai. Ilyen átjárókat később másutt is csináltak. Livius (41, 32) említi, hogy Flaccus censor Kr. e. 175-ben Sinuessában is épített három ilyen J.-t. A fényűzés korában ez átjárókat természetesen drága márványból építették és gazdag szobordísszel látták el.” A Forum Boarium maga a marhavásárok központja, a kereskedők egyik centruma volt a császárkori Rómában.

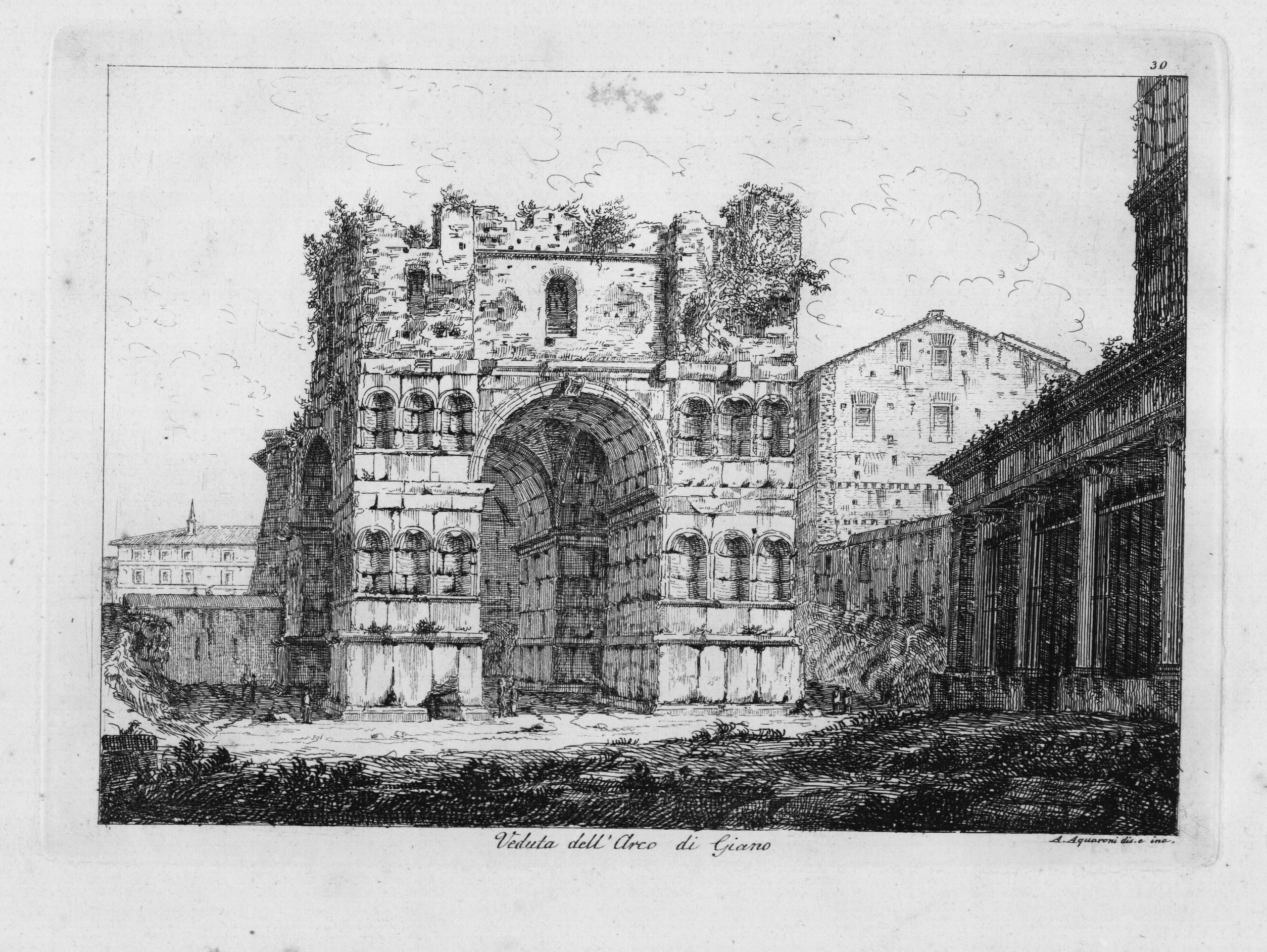
Az attika lebontása előtti állapot metszeten

A középkorban a Frangepán család erőddé alakíttatta, s épségben fennmaradt 1827-ig, amikor az attikát lebontották, azt vélvén, hogy nem az eredeti diadalívhez készült. A fennmaradt felirattöredékeket a közeli San Giorgio in Velabro-templomban helyezték el.